# Vasilios Makridis
Vasilios Makridis (Grieks: Βασίλιος Μακρίδης) (Berroia, 27 maart 1939) is een Grieks voormalig alpineskiester. 

## Resultaten

### Olympische Spelen
| Jaar | Plaats    | Resultaten   | Resultaten |
| Jaar | Plaats    | reuzenslalom | slalom     |
| ---- | --------- | ------------ | ---------- |
| 1964 | Innsbruck | 78           | 56         |